# ヒドロキシエチルセルロース
ヒドロキシエチルセルロース（英: Hydroxyethyl cellulose）は、セルロースにエチレンオキシドを付加させることにより水溶性を持たせた高分子化合物である。HECと略される。

## 用途
増粘・保水・分散・懸濁などの作用を持ち、シャンプーやリンス、化粧品、湿布薬や目薬や潤滑剤などの外用薬、塗料、繊維の染色、コンクリート混和剤、製紙用薬品など幅広い分野に用いられる。市販品は粘度や溶解性、エチレンオキシドの付加の度合いによりグレードが分けられる。
化学合成が確立する以前はトロロアオイの根から採取されていたが現在では和紙の製紙などの伝統的な用途以外は化学合成された物が使用されている。

## 安全性
可燃性であり、粉末の取り扱いには、粉塵爆発に注意が必要である。